# Wenzel Wolfert
Wenzel Wolfert eigentlich Wenzl Wolfert genannt der Postillion Wolfert bzw. Neudeker Wenzl (* 28. August 1820 in Widhostitz; † 29. April 1877 in Fischern bei  Karlsbad) war ein böhmischer Postkutscher. Er galt als berühmtester Postillion Österreichs.

## Leben
Wolfert wurde als erstes Kind des Patental-Invaliden Adam Christian Wolfert (* 1790 in Hohenstollen; † 17. Oktober 1865 in Neudek) und der Maria Anna geb. Herzog (* 1800 in Widhostitz; † 15. Juni 1882 in Fischern) in Widhostitz bei Podersam geboren. Seine Eltern heirateten kurz nach seiner Geburt am 11. Februar 1821. Er wuchs in Neudek im Erzgebirge auf, wo sein Vater als Postillon bei der dortigen Station tätig war. 
Bereits im Alter von 18 Jahren trat Wolfert als Postillion der Poststation Neudek bei, bis er 1840 in die Station nach Karlsbad wechselte. 1848 verunglückte er während einer Dienstfahrt und sein Vorgesetzter ersuchte die Oberpostamtsverwaltung in Prag um eine andere Stellung für Wolfert im Postamt, jedoch blieb er Postillion. Im Jahre 1852 erhielt er die Ehrenmontur. Wolfert erlangte vor allem Bekanntheit als tüchtiger Wagenlenker und ausgezeichneten Bläser des Posthorns. Durch sein virtuoses Posthornspiel blieb er den Gästen unvergesslich und wurde so bereits zu seinen Lebzeiten legendär. Verschiedene Geschichten rankten sich um seine Person. Während seiner Dienstverrichtung konnte er zuweilen sehr grob werden, so rügte ihn 1852 die Oberpostamtsverwaltung in Prag wegen seines vorschriftswidrigen Verhaltens. Eine Anekdote berichtet von einem Treffen in Schönlind mit dem Wunderdoktor Johann Baptist Rölz. Das Karlsbader Wochenblatt schrieb über Wolfert: 

„Er war damals eine gesuchte Persönlichkeit unter seinen Kurgästen. Alles verlangte mit ihm zu fahren – auch die Mutter des Kaisers, die Erzherzogin Sophie, musste Wolfert immer fahren, so oft die selbe nach beendeten Kurgebrauche von Karlsbad abreiste. In sein Album, das er sich anlegte um die Persönlichkeiten einzutragen die mit ihm fuhren, standen u. a. die Namen von: König Wilhelm von Preußen, König Otto von Griechenland, Fürst Bismarck, Fürst Camill Rohan, Baron Rothschild, Dr. Löschner, Gräfin Hardegg, Alexander Prinz von Preußen, Therese Prinzessin von Thurn-Taxis, Graf Belcredi, Graf Mensdorf, Landgraf von Fürstenberg, Erzbischof von Olmütz. Wolfert beförderte 1864 auch Kaiser Franz Joseph I., als er in der Stadt weilte. Dieser war angeblich von dem Postillion so begeistert, dass er ihn zu sich einlud. Als der Kaiser sich wieder einmal in Karlsbad aufhielt, blies Wolfert vom Hirschsprungfelsen das Kaiserlied.“

Aus gesundheitlichen Gründen und da allmählich die Postkutschenfahrt durch die Eisenbahn an Bedeutung verloren hatte, quittierte er am 6. Dezember 1868 seinen Dienst. Wolfert starb am 29. April 1877 und wurde auf dem Friedhof von Fischern beigesetzt. Von dem Wiener Postmuseum werden u. a. drei seiner vier Gedenkbücher verwahrt. Auf seinem Grabstein auf dem Friedhof von Fischern stand die Inschrift:

„Als Postillon war er beliebt / Fuhr manchen Fürst und Herren / Sein Posthorn hat jedermann entzückt / Drum thut die Nachwelt ihn ehren.“

## Familie
Wolfert heiratete am 29. Januar 1849 in Karlsbad Katharina geb. Scherzer (* 1825 in Neudonitz; † 26. Juli 1901 in Fischern). Aus der Ehe gingen mehrere Kinder hervor.

## Werke

### Lieder und Dichtungen
- Abschiedslied
- Die Entdeckung von Karlsbad
- Freud und Leid[6]